# Daytime Emmy Awards 1998
La cerimonia della 25ª edizione dei Daytime Emmy Awards (25th Daytime Emmy Awards) si è tenuta al Radio City Music Hall di New York il 15 maggio 1998 e ha premiato i migliori programmi e personaggi televisivi del 1997.

## Daytime Emmy Awards

### Migliore serie drammatica
- La valle dei pini (All My Children)
- Febbre d'amore (The Young and the Restless)
- General Hospital
- Il tempo della nostra vita (Days of Our Lives)

### Migliore attore in una serie drammatica
- Eric Braeden (Victor Newman) – Febbre d'amore
- Peter Bergman (Jack Abbott) – Febbre d'amore
- David Canary (Adam Chandler / Stuart Chandler) – La valle dei pini
- Anthony Geary (Luke Spencer) – General Hospital
- Kin Shriner (Scott Baldwin) – Port Charles

### Migliore attrice in una serie drammatica
- Cynthia Watros (Annie Dutton) – Sentieri (Guiding Light)
- Eileen Davidson (Kristen Blake) – Il tempo della nostra vita
- Susan Lucci (Erica Kane) – La valle dei pini
- Jacklyn Zeman (Bobbie Spencer) – General Hospital
- Kim Zimmer (Reva Shayne) – Sentieri

### Migliore attore non protagonista in una serie drammatica
- Steve Burton (Jason Morgan) – General Hospital
- Grant Aleksander (Phillip Spaulding) – Sentieri
- Ian Buchanan (James Warwick – Beautiful (The Bold and the Beautiful)
- Michael E. Knight (Tad Martin) – La valle dei pini
- Scott Reeves (Ryan McNeil) – Febbre d'amore

### Migliore attrice non protagonista in una serie drammatica
- Julia Barr (Brooke English) – La valle dei pini
- Amy Carlson (Josie Watts) – Destini
- Amy Ecklund (Abigail Blume) – Sentieri
- Vanessa Marcil (Brenda Barrett) – General Hospital
- Victoria Rowell (Drucilla Winters) – Febbre d'amore

### Migliore attore giovane in una serie drammatica
- Jonathan Jackson (Lucky Spencer) – General Hospital
- Jensen Ackles (Eric Brady) – Il tempo della nostra vita
- Tyler Christopher (Nikolas Cassadine) – General Hospital
- Bryant Jones (Nate Hastings) – Febbre d'amore
- Kevin Mambo (Marcus Williams) – Sentieri
- Joshua Morrow (Nicholas Newman) – Febbre d'amore

### Migliore attrice giovane in una serie drammatica
- Sarah Brown (Carly Benson) – General Hospital
- Christie Clark (Carrie Brady) – Il tempo della nostra vita
- Camryn Grimes (Cassie Newman) – Febbre d'amore
- Rhonda Ross Kendrick (Toni Burrell) – Destini
- Heather Tom (Victoria Newman) – Febbre d'amore

### Migliore team di sceneggiatori di una serie drammatica
- La valle dei pini
- Febbre d'amore
- General Hospital
- Il tempo della nostra vita

### Migliore team di registi di una serie drammatica
- Febbre d'amore
- General Hospital
- Il tempo della nostra vita
- La valle dei pini